# 北歐航空貨運集團
北歐航空貨運集團（SAS Cargo Group）是北欧航空下属货运航空公司，成立于2001年6月，其在丹麦、挪威和瑞典均拥有办公室。2002年它和汉莎货运、新加坡航空、日航共同组建了全球第一个航空货运联盟 WOW；2005年11月在指定航线上通过了国际航协Cargo2000认证；2005年共承运了28700吨货物，服务于50个国家200个目的站，2005年货运收入超过30亿克郎，2006年通过了ISO14001环境质量管理认证。